# Petersham (Londyn)
Petersham – dzielnica Londynu, w Wielkim Londynie, leżąca w gminie Richmond upon Thames. Leży 16,7 km od centrum Londynu. Petersham jest wspomniana w Domesday Book (1086) jako Patricesham.